# Рафаїл Островський
Рафаїл Островський (нар. 1963) — професор факультету комп'ютерних наук і факультету математики в Університеті Каліфорнії в Лос-Анджелесі, спеціалізується в області алгоритмів і криптографії. Островський отримав ступінь доктора філософії (PhD) у 1992 році в Массачусетському технологічному інституті, він є членом редакційних рад Міжнародних журналів Algorithmica і Cryptology, а також входить до складу редакційної та консультативної ради Міжнародного журналу Інформаційного та Комп'ютерного захисту.
Рафаїл Островський — лауреат низки премій, зокрема премії СОСООН за 2008 рік, премії ІБМ професорів університетів за 2006 рік; премії компанії Xerox за 2005 рік. У 2004 році він отримав премію OKAWA; у 1993 році — премію Генрі Тауба; Bellcore в 1996 році присудив йому приз за видатні досягнення в галузі наукових досліджень; він був тричі удостоєний премій SAIC (1999 рік, 2001 рік, 2002 рік) за найкращі опубліковані роботи з інформатики та математики. У Каліфорнійському університеті в Лос-Анджелесі Островський також є директором науково-дослідного центру з криптографії та суміжних дисциплін.